# 巴罗角
巴罗角（英語：Point Barrow）是美国阿拉斯加州北冰洋海岸上的一个岬角，巴罗东北方14公里处，为美国最北点。1826年，英国地理学家弗雷德里克·威廉·比奇（Frederick William Beechey）到达此地，并以英国北极探险的积极推动暨支持者约翰·巴罗 第一代准男爵的名字來命名。附近富含油气资源。